# (35438) 1998 BZ22
1998 BZ22 (asteroide 35438) é um asteroide da cintura principal. Possui uma excentricidade de 0.10083630 e uma inclinação de 3.26979º.
Este asteroide foi descoberto no dia 23 de janeiro de 1998 por Spacewatch em Kitt Peak.